# Jangipur

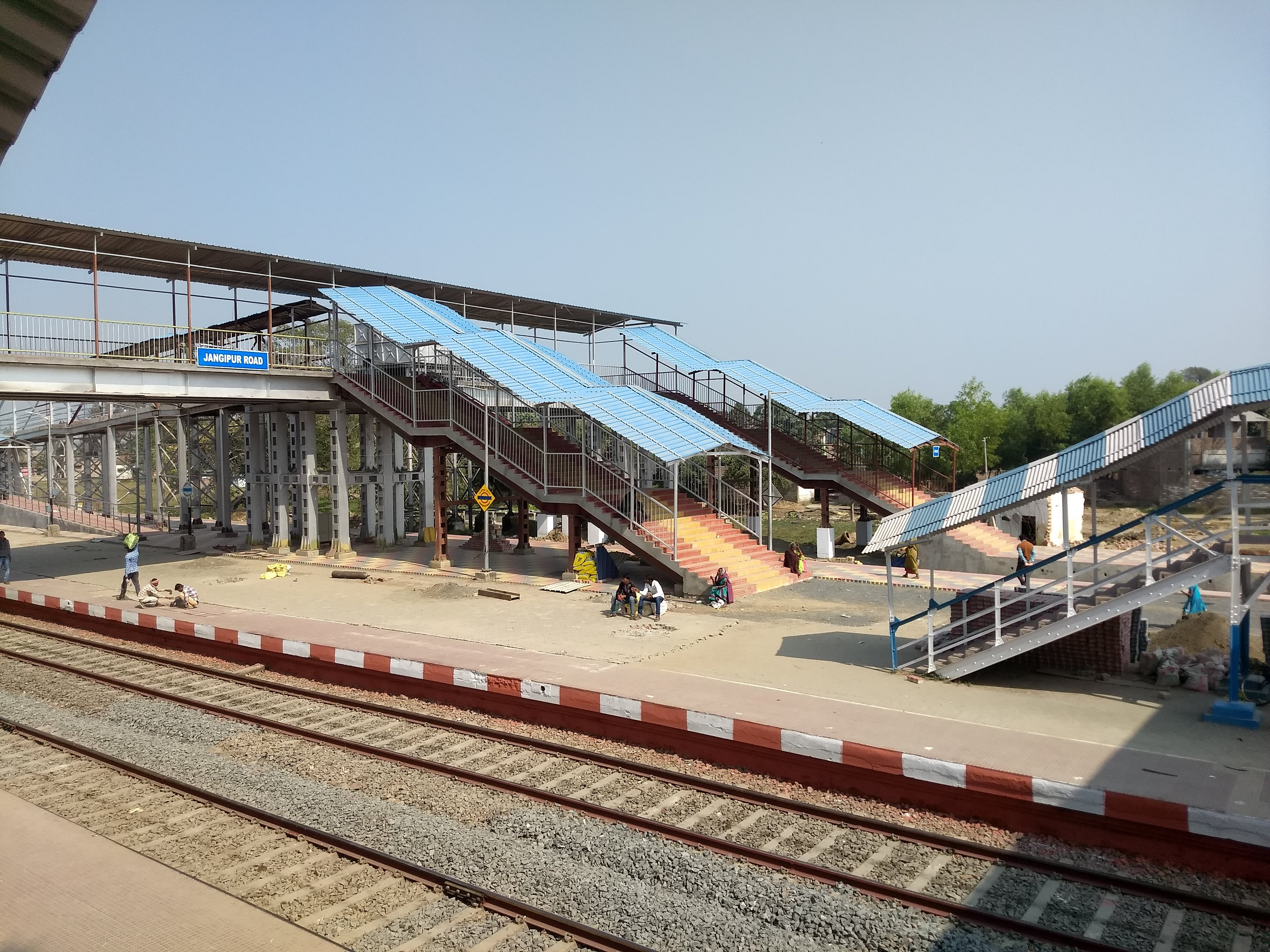
Blick auf den Bahnhof Jangipur

Jangipur ist eine Stadt im indischen Bundesstaat Westbengalen.
Die Stadt gehört zum Distrikt Murshidabad. Jangipur hat den Status einer Municipality. Die Stadt ist in 20 Wards gegliedert.

## Geschichte
Die Stadt soll vom Mogulkaiser Jahangir gegründet worden sein. Deshalb ist diese Stadt auch als Jahangirpur bekannt. In den Anfangsjahren der britischen Herrschaft war es ein wichtiges Zentrum des Seidenhandels und der Standort einer der kommerziellen Niederlassungen der Britischen Ostindien-Kompanie.

## Demografie
Die Einwohnerzahl der Stadt liegt laut der Volkszählung von 2011 bei 88.165 und die der Metropolregion bei 122.731. Jangipur hat ein Geschlechterverhältnis von 961 Frauen pro 1000 Männer und damit einen für Indien häufigen Männerüberschuss. Die Alphabetisierungsrate lag bei 79,2 % im Jahr 2011. Knapp 62 % der Bevölkerung sind Muslime, ca. 38 % sind Hindus und weniger als 1 % gehören einer anderen oder keiner Religion an. 13,1 % der Bevölkerung sind Kinder unter 6 Jahren.

## Infrastruktur
Die Stadt ist durch einen Bahnhof mit dem Rest des Landes verbunden.